# 四氢呋喃硼烷
四氢呋喃硼烷（Borane-tetrahydrofuran complex），别名为硼烷四氢呋喃络合物，分子式为C4H11BO，CAS号为14044-65-6，是一种硼氢化和还原性的试剂，多用在不饱和键与某些官能团的硼氢化与还原反应中。
四氢呋喃硼烷易溶于四氢呋喃，和水接触时反应强烈，释放出可燃性气体。需常温密闭避光，通风干燥惰性气体下。 

## 制备和用处
四氢呋喃硼烷的合成可通过将硼氢化钠与三氟化硼的乙醚配合物溶于二甘醇二甲醚，并向溶液中加入四氢呋喃而制得。
四氢呋喃硼烷是可商购的，但是也可以通过将乙硼烷溶解于THF中而成。另一种方法是在THF中用碘氧化硼氢化钠。 
四氢呋喃硼烷可以将羧酸还原为醇，并且是将氨基酸还原为氨基醇的常用途径 （e.g. 缬氨酸醇）。它可以加成烯烃，得到有用的中间体—有机硼化合物。  接下来的化合物都是用四氢呋喃硼烷制备的：9-硼二环[3.3.1]壬烷、9-(2,6,6-三甲基二环 [3.1.1] 庚-3-基)-9-硼-二环[3.3.1]壬烷、 双 {(1S,2S,3S,5R)-2,6,6-三甲基二环 [3.1.1] 庚-3-基} 硼烷。它也可以用来合成甲硼烷 (BH3) 的加合物。

## 危险性
四氢呋喃硼烷对空气高度敏感，需要使用空气隔绝技术。 